# ウクライナの美術館の一覧
ウクライナの美術館の一覧は、ウクライナに現存する美術館（絵画、彫刻、現代アートなどを主に展示する施設）のリストである。ウクライナの美術館は、17世紀のイコンから現代アートまで幅広いコレクションを誇り、2022年ロシアのウクライナ侵攻で一部が破壊されたことにより閉鎖の危機に瀕している。

## 地域別一覧

### キーウ

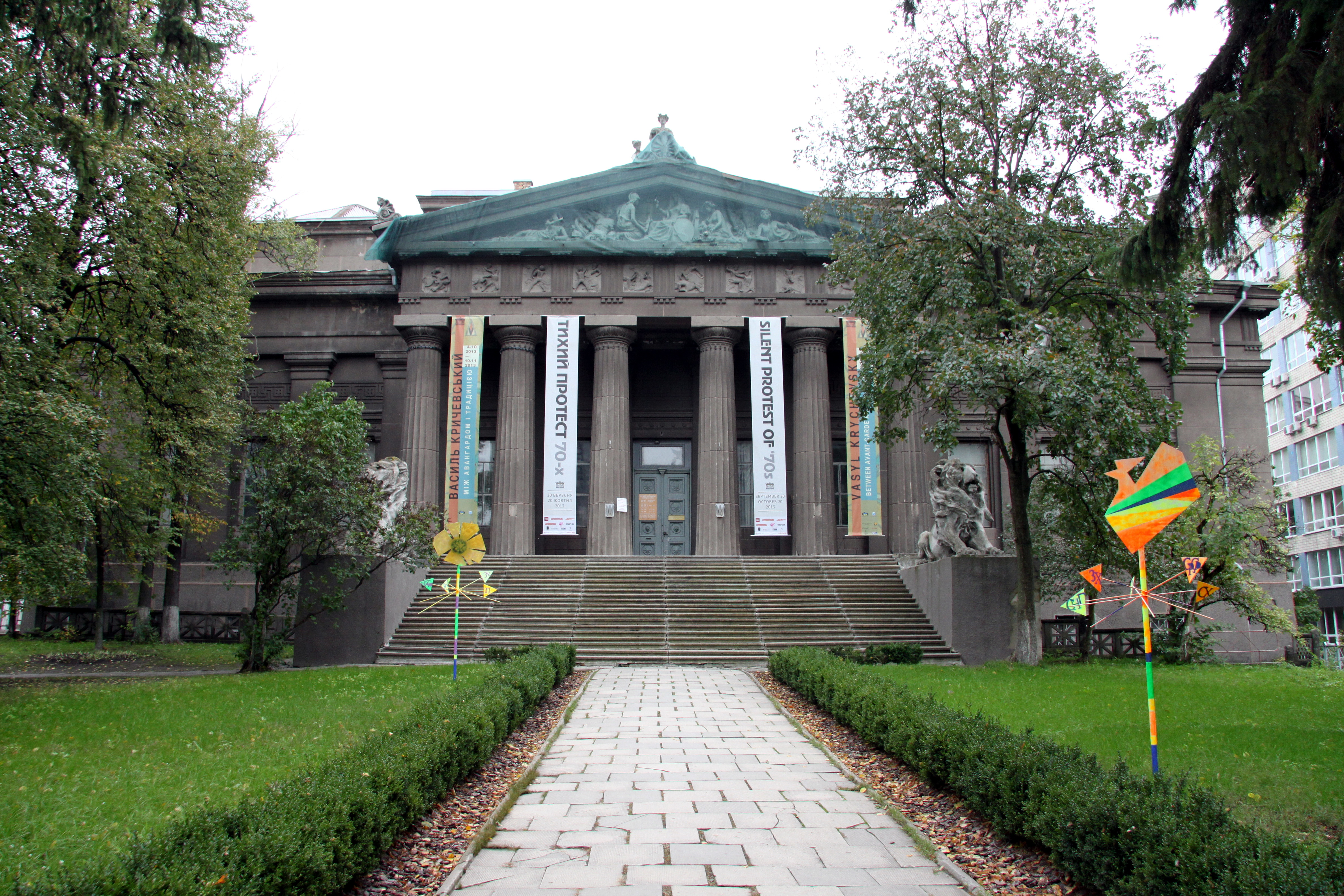
ウクライナ国立美術館

- ウクライナ国立美術館（キーウ） - ウクライナのイコン、絵画、彫刻を展示[2]。
- キーウ国立アートギャラリー（ウクライナ語版）（キーウ） - 19-20世紀のウクライナ・ロシア絵画。
- 西洋東洋美術館（英語版）（キーウ） - ヨーロッパ、アジアの美術コレクション。
- キーウ子供アートギャラリー（キーウ） - 子供向けの現代アート展示。
- ヤクボフスキー美術館（ウクライナ語版）（キーウ、私立） - 現代ウクライナアート。

### セバストポリ
- ミハイル・クロシツキー・セヴァストポリ美術館（英語版）（セバストポリ） - ロシア・ウクライナの絵画[3]。

### ヴィーンヌィツャ州
- ヴィーンヌィツャ美術館（ウクライナ語版）（ヴィーンヌィツャ） - ウクライナの絵画・彫刻。
- シャルゴロドスキー美術館（シャルゴロド） - 地域アート。
- ヤンピルスキー美術館（ヤンピル） - 地方の絵画コレクション。

### ヴォルィーニ州
- ヴォルィーニ地域美術館（ウクライナ語版）（ルツク） - 美術部門にイコンと絵画。

### ドニプロペトロウシク州
- ドニプロ美術館（ウクライナ語版）（ドニプロ） - ウクライナ・ロシアの絵画[4]。

### ジトームィル州
- ジトームィル地域美術館（ウクライナ語版）（ジトームィル） - 美術部門にイコンと現代アート。
- クムィティウ美術館（ウクライナ語版）（クムィティウ） - ヨシフ・ブハンチュクのコレクション。
- ラドムィシル城博物館（ラドムィシル） - ウクライナのイコン展示。

### ザカルパッチャ州
- ヨシフ・ボクシャイ・トランスカルパティア地域美術館（ウクライナ語版）（ウージホロド） - カルパチア地域の絵画[5]。

### ザポリージャ州
- ザポリージャ地域美術館（ウクライナ語版）（ザポリージャ） - ウクライナの近代美術。
- ベルジャンスク美術館（ウクライナ語版）（ベルジャンスク） - イサーク・ブロツキーのコレクション。
- エネルゴダル美術展示ホール（エネルゴダル） - 現代アート。

### イヴァーノ＝フランキーウシク州
- イヴァーノ＝フランキーウシク地域美術館（英語版）（イヴァーノ＝フランキーウシク） - カルパチアのイコンと絵画。
- ピサンカ博物館（コロミア） - 装飾卵（ピサンカ）の美術展示[6]。

### キーウ州
- ヤホティンアートギャラリー（ウクライナ語版）（ヤホティン） - ウクライナの絵画。

### キロヴォフラート州
- キロヴォフラート地域美術館（ウクライナ語版）（キロヴォフラート） - 地域の絵画・彫刻。
- オレクサンドル・オスメルキン美術館（ウクライナ語版）（キロヴォフラート） - オスメルキンの作品。

### ルハンシク州
- ルハンシク美術館（ウクライナ語版）（ルハンシク） - 絵画コレクション（一部は戦争で被害）。
- スタハノフ歴史美術館（スタハノフ） - 地域アート。

### リヴィウ州
- ボルィス・ヴォズニツキー・リヴィウ国立アートギャラリー（英語版）（リヴィウ） - ヨーロッパ・ウクライナの絵画[7]。
- アンドリー・シェプティツキー国立博物館（英語版）（リヴィウ） - ウクライナのイコンと近代美術。
- オレナ・クルチツカ美術館（ウクライナ語版）（リヴィウ） - クルチツカの作品。
- オレクサ・ノヴァキフスキー記念美術館（ウクライナ語版）（リヴィウ） - ノヴァキフスキーの絵画。
- レオポルド・レヴィツキー美術館（ウクライナ語版）（リヴィウ） - レヴィツキーの作品。
- ミハイル・ビラス美術館（ウクライナ語版）（トラスケイベットズ） - ビラスのテキスタイルアート。
- イヴァン・トルシュ記念美術館（ウクライナ語版）（リヴィウ） - トルシュの絵画。
- ソカルシチナ美術館（ウクライナ語版）（チェルヴォノグラード） - 現代アート。
- ボイキフシチナ美術館（ウクライナ語版）（サンビル） - ボイコ地域の美術。

### ムィコラーイウ州
- ヴァシーリー・ヴェレシチャーギン美術館（英語版）（ムィコラーイウ） - ヴェレシチャーギンの海洋画。
- オチャキフ海洋画美術館（ウクライナ語版）（オチャキフ） - R.スドコフスキーの作品。
- キブリク昇天美術館（ウクライナ語版）（ヴォズネセンスク） - キブリクのイラスト。

### オデッサ州

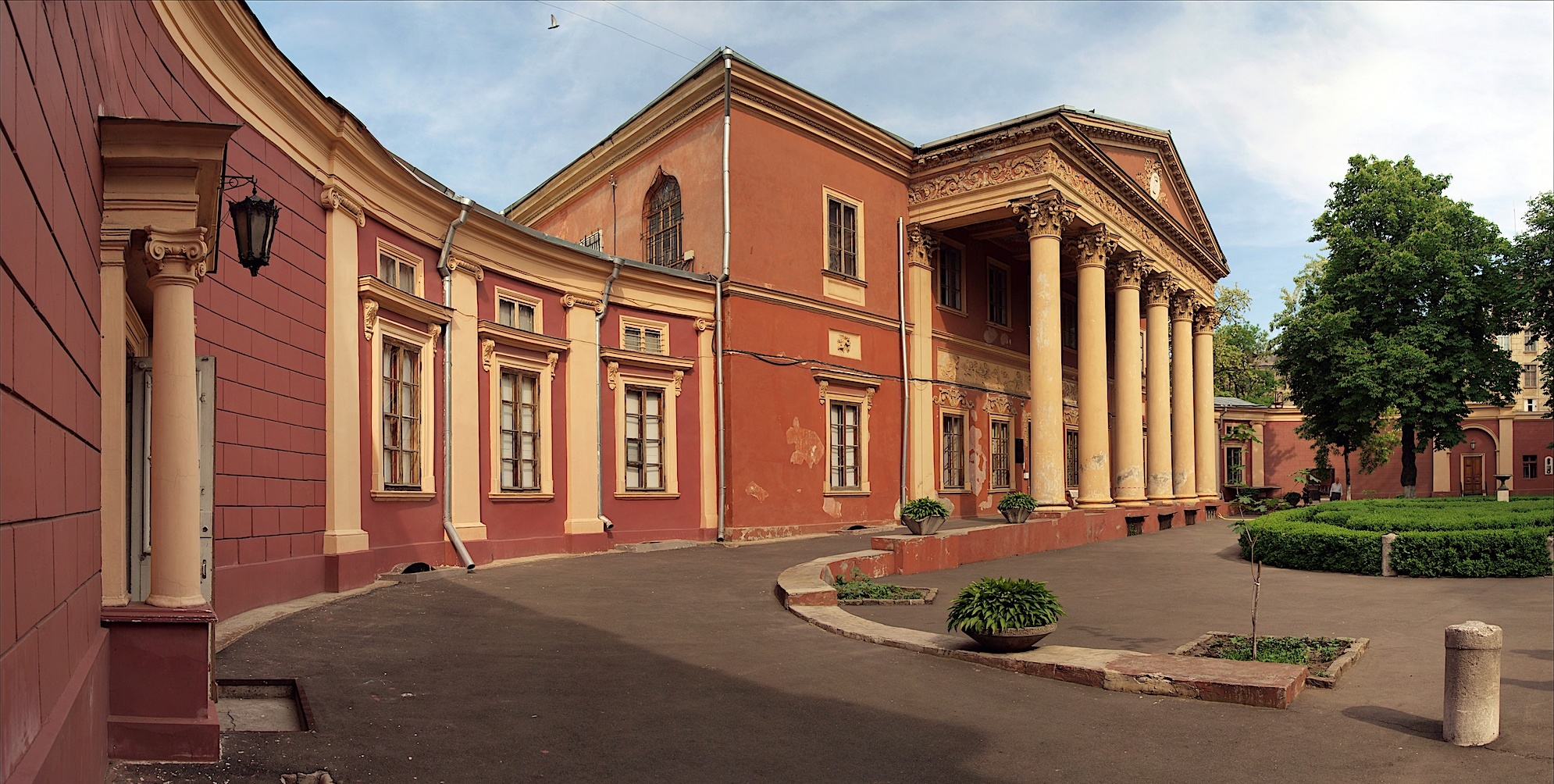
オデッサ美術館

- オデッサ美術館（オデッサ） - ウクライナ・ロシアの絵画[8]。
- オデッサ西洋東洋美術館（英語版）（オデッサ） - ヨーロッパ・アジアの美術。
- イズマイールアートギャラリー（ウクライナ語版）（イズマイール） - 地域絵画。
- 黒海美術館（ウクライナ語版）（黒海） - O.M.ビロのコレクション。
- アナニイフ歴史美術館（アナニイフ） - 地方アート。

### ポルタバ州
- ポルタバ美術館（英語版）（ポルタバ） - ウクライナの絵画・彫刻。
- クレメンチュグ都市アートギャラリー（ウクライナ語版）（クレメンチュグ） - 現代アート。
- ナタリア・ユゼフォヴィチアートギャラリー（ウクライナ語版）（クレメンチュグ） - ユゼフォヴィチの作品。

### スームィ州
- ニカノール・オナツキー地域美術館（英語版）（スームィ） - ウクライナ・ロシアの絵画。
- レベディン市立美術館（英語版）（レベディン） - 地域アート。

### テルノーピリ州
- テルノーピリ地域美術館（英語版）（テルノーピリ） - ウクライナのイコンと近代美術。
- I.フヴォロステツキー記念美術館（ウクライナ語版）（ポチャイフ） - フヴォロステツキーの作品。

### ハルキウ州
- ハルキウ美術館（ウクライナ語版）（ハルキウ） - ウクライナ・ヨーロッパの絵画[9]。
- パルホミウカ歴史美術館（ウクライナ語版）（パルホミウカ） - 地域の絵画・彫刻。
- I.レーピン州賞ギャラリー（ウクライナ語版）（チュグエフ） - イリヤ・レーピンの作品。
- ハルキウ自治体ギャラリー（英語版）（ハルキウ） - 現代アート。

### ヘルソン州
- オレクシー・ショフクネンコ美術館（ウクライナ語版）（ヘルソン） - ショフクネンコの絵画。
- ノヴォカホフスクアートギャラリー（ウクライナ語版）（ノヴォカホフスク） - 地域アート。

### フメリニツキー州
- フメリニツキー地域美術館（ウクライナ語版）（フメリニツキー） - ウクライナの近代美術。
- カミヤネツィ＝ポディルスキーアートギャラリー（ウクライナ語版）（カミヤネツィ＝ポディルスキー） - 美術部門。

### チェルカッスイ州
- チェルカッスイ地域美術館（ウクライナ語版）（チェルカースィ） - ウクライナの絵画・彫刻。
- ウマンアートギャラリー（ウクライナ語版）（ウマン） - 地域アート。
- コルスン＝シェフチェンキウスクアートギャラリー（ウクライナ語版）（コルスン＝シェフチェンキウスキー） - 地域絵画。

### チェルニウツィー州
- チェルニウツィー地域美術館（ウクライナ語版）（チェルニウツィー） - ブコビナ地域の美術。

### チェルニーヒウ州
- チェルニーヒウ地域美術館（英語版）（チェルニーヒウ） - ウクライナのイコンと絵画（2022年侵攻で一部被害）。
- ボルズナ美術館（ウクライナ語版）（ボルズナ） - O.サイェンコの作品。
- レメシ村アートギャラリー（コゼレーツィ） - 地域アート。

## 閉館・破壊された美術館
- クインジ美術館（ドネツィク州、マリウポリ） - アルヒープ・クインジの作品を展示。マリウポリの戦い (2022年)で2022年に破壊[10]。
- イヴァンキフ歴史・地方史美術館（ウクライナ語版）（キーウ州、イヴァンキフ） - 地域の絵画を展示。イヴァンキフの戦いで2022年に破壊[11]。